# Berkeley Hills

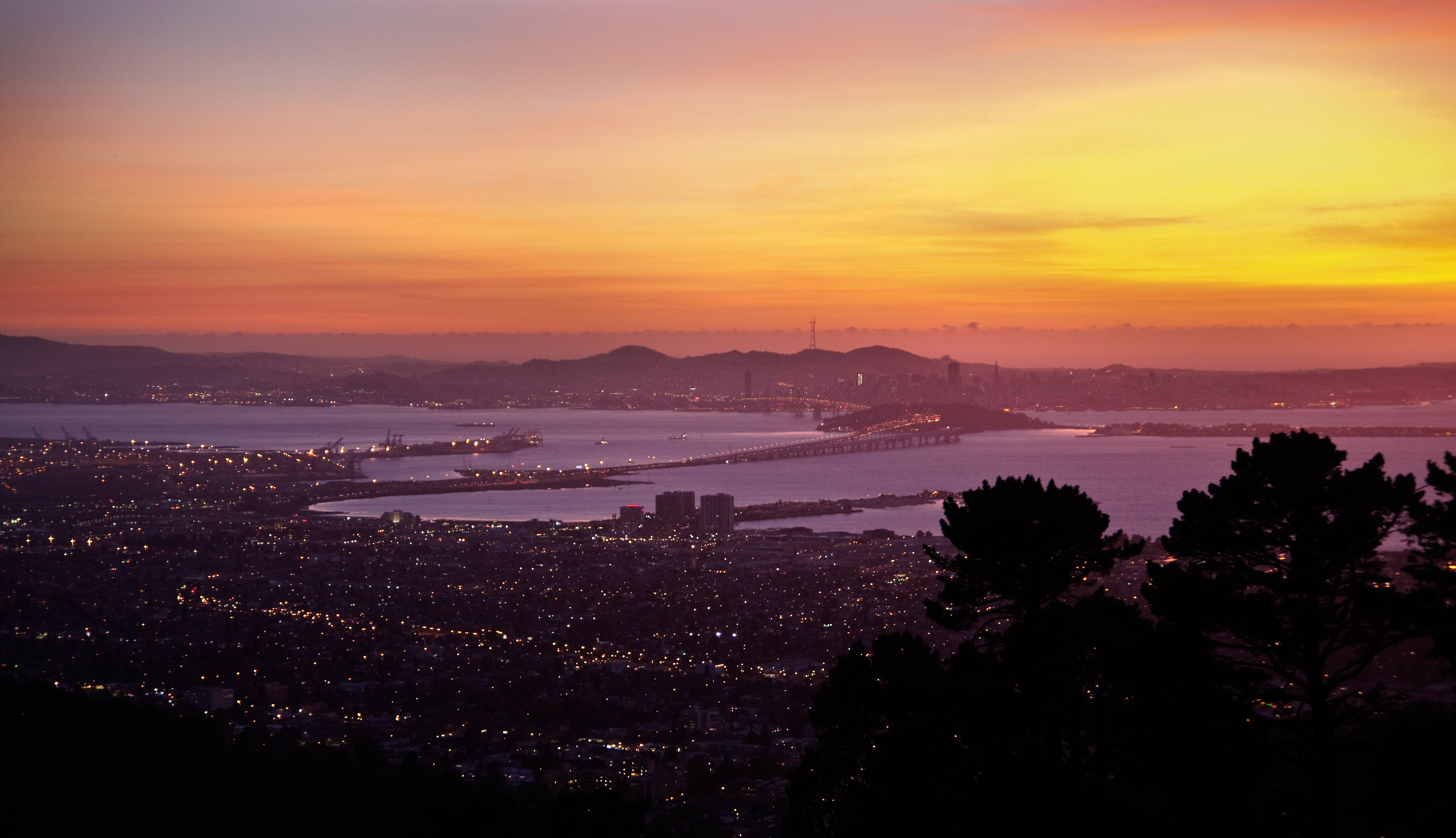
Zicht op Berkeley (onder) en San Francisco (boven) vanaf de Berkeley Hills.

De Berkeley Hills zijn een kleine bergketen ten oosten van de Baai van San Francisco in de Amerikaanse staat Californië. Ze maken deel uit van de Pacific Coast Ranges. De Berkeley Hills liggen ingesloten tussen de geologisch belangrijke Haywardbreuk (aan de westelijke voeten van de heuvels) en de kleinere Wildcatbreuk in het oosten. De Berkeley Hills reiken van Richmond aan de San Pablo Bay in het noorden tot aan Castro Valley in het zuiden, en geologisch gezien, nog verder zuidwaarts. Het deel ten oosten van East Oakland en ten noorden van Castro Valley wordt ook wel San Leandro Hills genoemd. De heuvels bij Oakland worden de Oakland Hills genoemd, al is die naam niet algemeen aanvaard. Verder oostwaarts en zuidwaarts ligt de langgerekte Diablo Range.
De hoogste punten van de Berkeley Hills zijn de Vollmer Peak (581 m), Round Top (538 m) en Grizzly Peak (536 m).
De westelijke flanken van de Berkeley Hills zijn deels bebouwd met woonwijken. De oostflanken zijn grotendeels beschermd in natuurreservaten.